# 守田英正
守田 英正（もりた ひでまさ、1995年5月10日 - ）は、大阪府高槻市出身のプロサッカー選手。プリメイラ・リーガ・スポルティングCP所属。ポジションはミッドフィールダー、ディフェンダー（右サイドバック）。日本代表。

## 経歴

### プロ入り前
金光大阪高等学校から流通経済大学に進学。3年から頭角を現しチームの中心選手に。2017年の4年時には関東大学選抜に選出され、夏に行われるユニバーシアードサッカー日本代表にも選出された。2017年7月、ガンバ大阪など、複数クラブからオファーを受けたが、川崎フロンターレの内定が発表され、川崎の特別指定選手に承認された。12月、インカレでは優勝に貢献し、同大会最優秀選手に選出された。

### 川崎フロンターレ
2018年、川崎フロンターレに入団。2月10日、FUJI XEROX SUPER CUPのセレッソ大阪戦で途中交代からプロデビューを果たした。4月14日、第8節のベガルタ仙台戦でリーグ戦初先発を果たした。その後はプロ1年目ながらボランチのポジションを確保し、試合に出場し続けた。
2020年もレギュラーとして活躍し、自身初のJリーグベストイレブンにも選出された。

### CDサンタ・クララ
2021年1月8日、プリメイラ・リーガ（ポルトガル1部）に所属するCDサンタ・クララへ完全移籍する事が発表された。1月25日、リオ・アヴェFCで移籍後初ゴールを決めて勝利に貢献した。20-21シーズン終了後はトルコ・フェネルバフチェSKから獲得オファーが来たものの、サンタ・クララが拒否した事により合意には至らなかった。

### スポルティングCP
2022年7月1日、スポルティングCPへの完全移籍加入が発表された。9月7日、UEFAチャンピオンズリーグ・GL第1節のアイントラハト・フランクフルト戦でCLデビューを果たした。9月30日、第8節のジル・ヴィセンテFC戦で移籍後初ゴールを決めた。2024年5月5日、他会場でベンフィカが敗れた為プリメイラ・リーガ3シーズンぶりの優勝が決定し、同クラブでの初タイトルを獲得。

### 代表
2018年9月2日、大島僚太と山口蛍が負傷で代表辞退のため、追加で日本代表にプロ一年目ながら初招集された。9月11日の森保一新監督の初陣となるコスタリカ戦で後半37分に室屋成と交代で代表デビューを飾った。
2019年1月、AFCアジアカップ2019に臨む日本代表に招集されたが、怪我で離脱となった。
2021年3月に約2年ぶりに代表に招集され、3月30日の2022 FIFAワールドカップ・アジア2次予選モンゴル戦で代表初得点を決めた。
2022年11月1日、2022カタールW杯に臨む日本代表に選出された。怪我の影響で1戦目のみ欠場するも、2戦目以降はスタメンで出場。チームのベスト16に貢献した。
2023年6月15日のエルサルバドルとの試合ではゲームキャプテンを務めた。
2023年6月20日、ペルーとの試合では後半開始から途中出場した。

## 人物
- 2020年1月、モデルの藤阪れいなとの結婚を発表[18]。
- 10月7日、JリーグYBCルヴァンカップ準決勝1stレグ鹿島アントラーズ戦にてプロ初ゴールを決め、勝利に貢献した[19]。
- 2022年1月に、藤阪との第1子が誕生したことを報告。

## 所属クラブ
- 高槻清水FC
- 高槻市立清水小学校
- 高槻市立第九中学校
- 金光大阪高校
- 流通経済大学
  - 2014年 クラブ・ドラゴンズ
  - 2017年 川崎フロンターレ（特別指定選手）
- 2018年 - 2020年  川崎フロンターレ
- 2021年 - 2022年  CDサンタ・クララ
- 2022年 -  スポルティングCP

## 個人成績
| 国内大会個人成績 | 国内大会個人成績 | 国内大会個人成績 | 国内大会個人成績 | 国内大会個人成績 | 国内大会個人成績 | 国内大会個人成績 | 国内大会個人成績 | 国内大会個人成績 | 国内大会個人成績 | 国内大会個人成績 | 国内大会個人成績 |
| 年度             | クラブ           | 背番号           | リーグ           | リーグ戦         | リーグ戦         | リーグ杯         | リーグ杯         | オープン杯       | オープン杯       | 期間通算         | 期間通算         |
| 年度             | クラブ           | 背番号           | リーグ           | 出場             | 得点             | 出場             | 得点             | 出場             | 得点             | 出場             | 得点             |
| 日本             | 日本             | 日本             | 日本             | リーグ戦         | リーグ戦         | リーグ杯         | リーグ杯         | 天皇杯           | 天皇杯           | 期間通算         | 期間通算         |
| ---------------- | ---------------- | ---------------- | ---------------- | ---------------- | ---------------- | ---------------- | ---------------- | ---------------- | ---------------- | ---------------- | ---------------- |
| 2014             | ドラゴンズ       | 6                | 関東2部          | 14               | 2                | -                | -                | -                | -                | 14               | 2                |
| 2015             | 流経大           | 20               | -                | -                | -                | -                | -                | 0                | 0                | 0                | 0                |
| 2018             | 川崎             | 25               | J1               | 26               | 0                | 0                | 0                | 4                | 0                | 30               | 0                |
| 2019             | 川崎             | 6                | J1               | 23               | 0                | 4                | 1                | 2                | 0                | 29               | 1                |
| 2020             | 川崎             | 6                | J1               | 32               | 1                | 4                | 0                | 2                | 0                | 38               | 1                |
| ポルトガル       | ポルトガル       | ポルトガル       | ポルトガル       | リーグ戦         | リーグ戦         | リーグ杯         | リーグ杯         | ポルトガル杯     | ポルトガル杯     | 期間通算         | 期間通算         |
| 2020-21          | サンタ・クララ   | 25               | プリメイラ       | 20               | 2                | 0                | 0                | 1                | 0                | 21               | 2                |
| 2021-22          | サンタ・クララ   | 25               | プリメイラ       | 28               | 1                | 3                | 0                | 1                | 0                | 32               | 1                |
| 2022-23          | スポルティング   | 5                | プリメイラ       | 29               | 6                | 2                | 0                | 1                | 0                | 32               | 6                |
| 2023-24          | スポルティング   | 5                | プリメイラ       | 29               | 2                | 0                | 0                | 4                | 0                | 33               | 2                |
| 2024-25          | スポルティング   | 5                | プリメイラ       | 23               | 2                | 2                | 0                | 2                | 0                | 27               | 2                |
| 通算             | 日本             | 日本             | J1               | 81               | 1                | 8                | 1                | 8                | 0                | 97               | 2                |
| 通算             | 日本             | 日本             | 関東2部          | 14               | 2                | -                | -                | -                | -                | 14               | 2                |
| 通算             | 日本             | 日本             | 他               | -                | -                | -                | -                | 0                | 0                | 0                | 0                |
| 通算             | ポルトガル       | ポルトガル       | プリメイラ       | 129              | 13               | 7                | 0                | 9                | 0                | 145              | 13               |
| 総通算           | 総通算           | 総通算           | 総通算           | 224              | 16               | 15               | 1                | 17               | 0                | 256              | 17               |

その他の公式戦
- 2014年
  - 第50回全国社会人サッカー選手権大会 5試合3得点
  - 第38回全国地域サッカーリーグ決勝大会 6試合2得点
- 2018年
  - FUJI XEROX SUPER CUP 1試合0得点
- 2019年
  - FUJI XEROX SUPER CUP 1試合0得点
- 2024年
  - スーペルタッサ・カンディド・デ・オリベイラ 1試合0得点

| 国際大会個人成績 | 国際大会個人成績 | 国際大会個人成績 | 国際大会個人成績 | 国際大会個人成績 |
| 年度             | クラブ           | 背番号           | 出場             | 得点             |
| AFC              | AFC              | AFC              | ACL              | ACL              |
| ---------------- | ---------------- | ---------------- | ---------------- | ---------------- |
| 2018             | 川崎             | 25               | 5                | 0                |
| 2019             | 川崎             | 6                | 4                | 0                |
| 通算             | AFC              | AFC              | 9                | 0                |

## タイトル

### クラブ
流通経済大学
- 全日本大学サッカー選手権大会：1回（2017年）

川崎フロンターレ
- J1リーグ：2回（2018年、2020年）
- FUJI XEROX SUPER CUP：1回（2019年）
- Jリーグカップ：1回（2019年）
- 天皇杯 JFA 全日本サッカー選手権大会：1回（2020年）

スポルティング・クルーベ・デ・ポルトゥガル
- プリメイラ・リーガ：2回（2023-24, 2024-25）
- タッサ・デ・ポルトガル：1回 (2024-25)

### 代表
ユニバーシアードサッカー日本代表
- 2017台北大会（2017年）

### 個人
- 関東大学サッカーリーグ戦・ベストイレブン（2017年）
- 全日本大学サッカー選手権大会・最優秀選手（2017年）
- Jリーグ・優秀選手賞（2018年）
- TAG Heuer YOUNG GUNS AWARD（2018年）
- Jリーグ・ベストイレブン（2020年）

## 代表歴

### 出場大会
- 関東選抜A
  - デンソーカップサッカー（2017年）
- ユニバーシアードサッカー日本代表
  - 2017年台北大会（2017年）
- 日本代表
  - AFCアジアカップ2019（2019年）
  - 2022 FIFAワールドカップ・アジア2次予選兼AFCアジアカップ 2023・予選（2021年）
  - 2022 FIFAワールドカップ・アジア3次予選（2021年、2022年）
  - 2022 FIFAワールドカップ（2022年）
  - AFCアジアカップ2023（2024年）
  - 2026 FIFAワールドカップ・アジア2次予選兼AFCアジアカップ 2027・予選（2023年、2024年）
  - 2026 FIFAワールドカップ・アジア3次予選（2024年）

### 試合数
- 国際Aマッチ 40試合 6得点（2018年 - ）

| 日本代表 | 国際Aマッチ | 国際Aマッチ |
| 年       | 出場        | 得点        |
| -------- | ----------- | ----------- |
| 2018     | 2           | 0           |
| 2019     | 1           | 0           |
| 2021     | 9           | 2           |
| 2022     | 8           | 0           |
| 2023     | 8           | 0           |
| 2024     | 11          | 4           |
| 2025     | 1           | 0           |
| 通算     | 40          | 6           |

### 出場
| No. | 開催日         | 開催都市         | スタジアム                                             | 対戦国                 | 結果        | 監督   | 大会                                                               |
| --- | -------------- | ---------------- | ------------------------------------------------------ | ---------------------- | ----------- | ------ | ------------------------------------------------------------------ |
| 1.  | 2018年9月11日  | 吹田             | パナソニックスタジアム吹田                             | コスタリカ             | ○3-0        | 森保一 | キリンチャレンジカップ2018                                         |
| 2.  | 2018年11月20日 | 豊田             | 豊田スタジアム                                         | キルギス               | ○4-0        | 森保一 | キリンチャレンジカップ2018                                         |
| 3.  | 2019年6月5日   | 豊田             | 豊田スタジアム                                         | トリニダード・トバゴ   | △0-0        | 森保一 | キリンチャレンジカップ2019                                         |
| 4.  | 2021年3月25日  | 横浜             | 日産スタジアム                                         | 韓国                   | ○3-0        | 森保一 | 国際親善試合                                                       |
| 5.  | 2021年3月30日  | 千葉             | フクダ電子アリーナ                                     | モンゴル               | ○14-0       | 森保一 | 2022 FIFAワールドカップ・アジア2次予選兼AFCアジアカップ 2023・予選 |
| 6.  | 2021年5月28日  | 千葉             | フクダ電子アリーナ                                     | ミャンマー             | ○10-0       | 森保一 | 2022 FIFAワールドカップ・アジア2次予選兼AFCアジアカップ 2023・予選 |
| 7.  | 2021年6月7日   | 吹田             | パナソニックスタジアム吹田                             | タジキスタン           | ○4-1        | 森保一 | 2022 FIFAワールドカップ・アジア2次予選兼AFCアジアカップ 2023・予選 |
| 8.  | 2021年6月11日  | 神戸             | ノエビアスタジアム神戸                                 | セルビア               | ○1-0        | 森保一 | キリンチャレンジカップ2021                                         |
| 9.  | 2021年6月15日  | 吹田             | パナソニックスタジアム吹田                             | キルギス               | ○5-1        | 森保一 | 2022 FIFAワールドカップ・アジア2次予選兼AFCアジアカップ 2023・予選 |
| 10. | 2021年10月7日  | ジッダ           | キング・アブドゥッラー・スポーツシティ                 | サウジアラビア         | ●0-1        | 森保一 | 2022 FIFAワールドカップ・アジア3次予選                             |
| 11. | 2021年10月12日 | さいたま         | 埼玉スタジアム2002                                     | オーストラリア         | ○2-1        | 森保一 | 2022 FIFAワールドカップ・アジア3次予選                             |
| 12. | 2021年11月11日 | ハノイ           | ミーディン国立競技場                                   | ベトナム               | ○1-0        | 森保一 | 2022 FIFAワールドカップ・アジア3次予選                             |
| 13. | 2022年1月27日  | さいたま         | 埼玉スタジアム2002                                     | 中国                   | ○2-0        | 森保一 | 2022 FIFAワールドカップ・アジア3次予選                             |
| 14. | 2022年2月1日   | さいたま         | 埼玉スタジアム2002                                     | サウジアラビア         | ○2-0        | 森保一 | 2022 FIFAワールドカップ・アジア3次予選                             |
| 15. | 2022年3月24日  | シドニー         | スタジアム・オーストラリア                             | オーストラリア         | ○2-0        | 森保一 | 2022 FIFAワールドカップ・アジア3次予選                             |
| 16. | 2022年3月29日  | さいたま         | 埼玉スタジアム2002                                     | ベトナム               | △1-1        | 森保一 | 2022 FIFAワールドカップ・アジア3次予選                             |
| 17. | 2022年9月23日  | デュッセルドルフ | デュッセルドルフ・アレーナ                             | アメリカ合衆国         | ○2-0        | 森保一 | キリンチャレンジカップ2022                                         |
| 18. | 2022年11月27日 | ライヤーン       | アフメド・ビン＝アリー・スタジアム                     | コスタリカ             | ●0-1        | 森保一 | 2022 FIFAワールドカップ                                            |
| 19. | 2022年12月1日  | ライヤーン       | ハリーファ国際スタジアム                               | スペイン               | ○2-1        | 森保一 | 2022 FIFAワールドカップ                                            |
| 20. | 2022年12月5日  | アル＝ワクラ     | アル・ジャヌーブ・スタジアム                           | クロアチア             | △1-1(PK1-3) | 森保一 | 2022 FIFAワールドカップ                                            |
| 21. | 2023年3月24日  | 新宿             | 国立競技場                                             | ウルグアイ             | △1-1        | 森保一 | キリンチャレンジカップ2023                                         |
| 22. | 2023年3月28日  | 大阪             | ヨドコウ桜スタジアム                                   | コロンビア             | ●1-2        | 森保一 | キリンチャレンジカップ2023                                         |
| 23. | 2023年6月15日  | 豊田             | 豊田スタジアム                                         | エルサルバドル         | ○6-0        | 森保一 | キリンチャレンジカップ2023                                         |
| 24. | 2023年6月20日  | 吹田             | パナソニックスタジアム吹田                             | ペルー                 | ○4-1        | 森保一 | キリンチャレンジカップ2023                                         |
| 25. | 2023年9月9日   | ヴォルフスブルク | フォルクスワーゲン・アレーナ                           | ドイツ                 | ○4-1        | 森保一 | 国際親善試合                                                       |
| 26. | 2023年10月17日 | 神戸             | ノエビアスタジアム神戸                                 | チュニジア             | ○2-0        | 森保一 | キリンチャレンジカップ2023                                         |
| 27. | 2023年11月16日 | 吹田             | パナソニックスタジアム吹田                             | ミャンマー             | ○5-0        | 森保一 | 2026 FIFAワールドカップ・アジア2次予選兼AFCアジアカップ 2027・予選 |
| 28. | 2023年11月21日 | ジッダ           | プリンス・アブドゥッラー・アル・ファイサル・スタジアム | シリア                 | ○5-0        | 森保一 | 2026 FIFAワールドカップ・アジア2次予選兼AFCアジアカップ 2027・予選 |
| 29. | 2024年1月14日  | ドーハ           | アル・トゥマーマ・スタジアム                           | ベトナム               | ○4-2        | 森保一 | AFCアジアカップ2023                                                |
| 30. | 2024年1月19日  | ライヤーン       | エデュケーション・シティ・スタジアム                   | イラク                 | ●1-2        | 森保一 | AFCアジアカップ2023                                                |
| 31. | 2024年1月31日  | ドーハ           | アル・トゥマーマ・スタジアム                           | バーレーン             | ○3-1        | 森保一 | AFCアジアカップ2023                                                |
| 32. | 2024年2月3日   | ライヤーン       | エデュケーション・シティ・スタジアム                   | イラン                 | ●1-2        | 森保一 | AFCアジアカップ2023                                                |
| 33. | 2024年3月21日  | 東京             | 国立競技場                                             | 朝鮮民主主義人民共和国 | ○1-0        | 森保一 | 2026 FIFAワールドカップ・アジア2次予選兼AFCアジアカップ 2027・予選 |
| 34. | 2024年6月6日   | ヤンゴン         | トゥウンナ・スタジアム                                 | ミャンマー             | ○5-0        | 森保一 | 2026 FIFAワールドカップ・アジア2次予選兼AFCアジアカップ 2027・予選 |
| 35. | 2024年9月5日   | さいたま         | 埼玉スタジアム2002                                     | 中国                   | ◯7-0        | 森保一 | 2026 FIFAワールドカップ・アジア3次予選                             |
| 36. | 2024年9月10日  | リファー         | バーレーン・ナショナル・スタジアム                     | バーレーン             | ◯5-0        | 森保一 | 2026 FIFAワールドカップ・アジア3次予選                             |
| 37. | 2024年10月10日 | ジッダ           | キング・アブドゥッラー・スポーツシティ・スタジアム     | サウジアラビア         | ○2-0        | 森保一 | 2026 FIFAワールドカップ・アジア3次予選                             |
| 38. | 2024年10月15日 | さいたま         | 埼玉スタジアム2002                                     | オーストラリア         | △1-1        | 森保一 | 2026 FIFAワールドカップ・アジア3次予選                             |

### ゴール
| No. | 開催日        | 開催都市   | 対戦国     | 結果  | 大会                                                               |
| --- | ------------- | ---------- | ---------- | ----- | ------------------------------------------------------------------ |
| 1.  | 2021年3月30日 | 千葉       | モンゴル   | ○14-0 | 2022 FIFAワールドカップ・アジア2次予選兼AFCアジアカップ 2023・予選 |
| 2.  | 2021年5月28日 | 千葉       | ミャンマー | ○10-0 | 2022 FIFAワールドカップ・アジア2次予選兼AFCアジアカップ 2023・予選 |
| 3.  | 2024年2月3日  | ライヤーン | イラン     | ●1-2  | AFCアジアカップ2023                                                |
| 4.  | 2024年9月10日 | リファー   | バーレーン | ◯5-0  | 2026 FIFAワールドカップ・アジア3次予選                             |
| 5.  | 2024年9月10日 | リファー   | バーレーン | ◯5-0  | 2026 FIFAワールドカップ・アジア3次予選                             |